# Bill Miller (pianist)
Bill Miller (New York, 3 februari 1915 - Montreal, 11 juli 2006) was een Amerikaanse pianist die jarenlang de bekende Amerikaanse zanger Frank Sinatra begeleidde met zijn muziekoptredens. 
Hij verdiende vanaf 16-jarige leeftijd zijn geld als pianist en vanaf 1951 werd hij de vaste pianist van Frank Sinatra. Ze ontmoetten elkaar voor het eerst in een hotel in Las Vegas, waar Sinatra onder de indruk raakte van de muzikale kwaliteiten van Miller. 
Hij bleef Sinatra's pianist tot diens afscheidsconcert in 1995. De zanger overleed in 1998, waarna Miller voor het laatst optrad op zijn begrafenis. Hij speelde toen het nummer One for my baby (and one more for the road). 
Bill Miller overleed op 91-jarige leeftijd aan een hartinfarct.
- Biblioteca Nacional de España: XX1545064
- Bibliothèque nationale de France: cb13945137s (data)
- Gemeinsame Normdatei: 132149524
- International Standard Name Identifier: 0000 0000 5935 906X
- Library of Congress Control Number: n95049508
- MusicBrainz: a3e9a486-c0cd-41d1-868d-99ef23ffef68
- Istituto Centrale per il Catalogo Unico: DDSV367642
- Système universitaire de documentation: 16059183X
- Virtual International Authority File: 29723244
- WorldCat: E39PBJhmDR7c3HrG4W9C8rdRKd